# ایلاوا
ایلاوا (به آلمانی: Illau) یک شهرک با جمعیت ۵٬۴۱۴ نفر که در Ilava District، اسلواکی واقع شده‌است.